# Die Geschöpfe des Prometheus
Die Geschöpfe des Prometheus op. 43 ist ein Ballett von Ludwig van Beethoven (Musik) und Salvatore Viganò (Libretto und Choreographie). Die Uraufführung erfolgte am 28. März 1801 am Wiener Hofburgtheater als Benefizvorstellung der Primaballerina Maria Cassentini, die auch die weibliche Hauptrolle tanzte.

## Handlung und Choreographie
Sowohl Viganòs Choreographie als auch das Originallibretto sind verschollen, so dass sich beides nur einigen zeitgenössischen Berichten entnehmen lässt, etwa einer Tagebuchnotiz des Grafen Karl von Zinzendorf, der sich unter den Zuschauern der Uraufführung befand:

„Le nouveau ballet: les Hommes de Promethée; est singulier. Le musique de Bethoven ne me plut guère. Tout le Parnasse se trouve en evidence. apollon immobile an haut d’un rocher escarpé. Prom. fait danser ses hommes, cela n’avance pas, la musique les anime, la Muse de la tragédie excite leur sensibilité en faisant semblant d’avoir tué Promethée. Viennent les evolutions guerrières. Vigano a l’epée et le bouclier a la main. La Casentini lui decoche une flêche. Cela dure jusques vers 10h.
 (Das neue Ballett Die Geschöpfe des Prometheus ist eigentümlich. Die Musik von Beethoven gefiel mir nicht sehr. Der ganze Parnass ist aufgeboten. Apollo unbeweglich auf dem Gipfel eines schroffen Felsens. Prometheus lässt seine Geschöpfe tanzen, das geht nicht recht vorwärts, die Musik beseelt sie, die Muse der Tragödie erweckt ihr Empfindungsvermögen, indem sie vorgibt, Prometheus getötet zu haben. Es kommt zu kriegerischen Entwicklungen. Vigano hat Schwert und Schild in der Hand. Die Casentini schießt einen Pfeil auf ihn ab. Das dauert bis gegen 10 Uhr.)“

Daneben sind zwei Rezensionen überliefert, die noch ausführlichere Angaben zur Handlung enthalten. Die erste erschien am 19. Mai 1801 in der Zeitung für die elegante Welt in einem anonymen Bericht aus Wien:

„Den Schluß der Vorstellungen auf unserm Hoftheater vor Ostern machte ein neues heroisch-allegorisches Ballet, in 2 Aufzügen: die Geschöpfe des Prometheus, von der Erfindung und Ausführung des Herrn Salvatore Vigano, und in Musik gesetzt von Herrn van Beethoven. Das erste Mal ward es zum Benefiz der berühmten Tänzerin, Demoiselle Casentini, gegeben. Der Inhalt davon ward in einem sehr sonderbaren Programm, vermuthlich von einem der deutschen Sprache nicht so ganz kundigen Italiener, angekündigt.
Prometheus entreißt die Menschen seiner Zeit der Unwissenheit, verfeinert sie durch Wissenschaft und Kunst und erhebt sie zur Sittlichkeit. Dies ist kürzlich das Sujet. So viel Würde und artistische Anlage es auch hatte, und so meisterhaft sich einige Tänzer, vorzüglich Herr Vigano selber auszeichneten, so gefiel es doch im Allgemeinen nicht. Am allerwenigsten Behagen konnte unser sinnliches Publikum daran finden, daß die Bühne von dem zweiten Auftritte des ersten Aufzuges an bis ganz ans Ende immer unverändert blieb. Die Handlung begann mit einem Donnerwetter. Das Theater stellte ein Wäldchen vor, in welchem sich zwei Kinder von Prometheus befanden. Plötzlich kam ihr Vater mit einer brennenden Fackel daher. (Wo, und mit welchem Feuer er sie angezündet, bekam der Zuschauer nicht zu sehen). Nachdem er jedem Kinde das Feuer in die Brust gelegt, fiengen diese sogleich an, steif und ohne Gestikulation umherzutrippeln. (Dieser Auftritt dauerte etwas sehr lange und ennuyirte). Nun führte Prometheus sie zum Apoll. Der Parnaß machte mit allen seinen Bewohnern eben nicht den angenehmsten Anblick. Die neun Musen blieben wie leblose Statuen so lange auf ihrem angewiesenen Platz, bis die Reihe zu tanzen auch an sie kam, und Apollo selbst saß auf der höchsten Spitze des Berges, stets unbeweglich. Vielleicht machte eben dieser Anblick zu wenig Eindruck auf den Künstlergeist unsrer beliebten Casentini, indem sie, von ihrem Vater dem Musen-Gott vorgestellt, so gar keine Theilnahme äußerte, und ihren Blick mit auffallender Gleichgültigkeit sogleich auf andere Gegenstände abschweifen ließ. Denn daß sie die einem solchen Publicum schuldige Hochachtung, besonders in einem Ballette, das ihr über baare 4000 Gulden eintrug, blos aus übler Laune sollte hintangesetzt haben, kann man sich doch nicht bereden. Gewiß aber würde sie, blos mit etwas mehr Anstrengung – wiewohl eine Casentini nie schlecht tanzen kann – das Ballet weit mehr anziehend gemacht haben.
Auch die Musik entsprach der Erwartung nicht ganz, ohnerachtet sie nicht gemeine Vorzüge besitzt. Ob Herr van Beethoven bei der Einheit – um nicht Einförmigkeit der Handlung zu sagen, das leisten konnte, was ein Publikum, wie das hiesige, fordert, will ich unentschieden lassen. Daß er aber für ein Ballet zu gelehrt und mit zu weniger Rücksicht auf den Tanz schrieb, ist wohl keinem Zweifel unterworfen. Alles ist für ein Divertissement, was denn doch das Ballet eigentlich seyn soll, zu groß angelegt, und bey dem Mangel an dazu passenden Situationen, hat es mehr Bruchstück als Ganzes bleiben müssen. Dies fängt schon mit der Ouvertüre an. Bei jeder großen Oper würde sie an ihrer Stelle seyn, und einer bedeutenden Wirkung nicht verfehlen; hier aber steht sie an ihrer unrechten Stelle. Die kriegerischen Tänze und das Solo der Demoiselle Casentini mögten übrigens wohl dem Kompositeur am besten gelungen seyn. Bei dem Tanz des Pans will man einige Reminiszenzen aus anderen Ballets gefunden haben. Allein, mich dünkt, es geschieht Herrn van B. hierin zuviel, zumal da nur seine Neider ihm eine ganz vorzügliche Originalität absprechen können, durch welche freilich er öfters seinen Zuschauern den Reiz sanfter gefälliger Harmonien entzieht.“

Eine zweite Rezension mit Angaben zur Handlung veröffentlichte das Journal des Luxus und der Moden in seiner Ausgabe vom Juni 1801:

„Auf der mimischen Bühne ist das Allegorisch-historische Ballet: Die Geschöpfe des Prometheus, das vorzüglichste neue Produkt. Das Stück selbst ist von Salvatore Vigano, die Musik von Hrn. von Beethoven, welcher sich, zwar vorzüglich in Stücken für das Fortepiano, schon rühmlich bekannt gemacht hat. Die gegenwärtige Musik ist seine erste Arbeit für das Theater, welche ihm Ehre macht, hie und da wohl noch etwas zu gekünstelt. Das Ballet selbst hat viele Aehnlichkeit mit seinem Sujet, den Prometheischen Menschen; vortrefflich beim Beginnen, in dem Verfolge sich aber immer verschlimmernd. Durch drei gehaltene Akkorde des vollen Orchesters beim Anfange der Ouverture werden wir gleichsam zu etwas Großem, Wunderbaren vorbereitet. Der Karakter der übrigen Anfangs-Synfonie ist Feierlichkeit und ein gewisses Erstaunen. Durch einen dumpfen Paukenwirbel geht sie in einen heftigen Sturm über. Der Vorhang rauscht empor, und – wie glücklich gewählt ist der Augenblick! – Prometheus mit der dem Himmel entwandten Flamme irrt, verfolgt vom Zorne der Götter, bang und unstät einher. Noch umzischen ihn die Blitze von allen Seiten, und die in Nacht gehüllte Natur und die empörten Elemente drohen ihm Vernichtung. Gefühllose Statuen, ohne Bewegung und Seele, stehen die beiden Menschen in einiger Entfernung gegen den Hintergrund. Prometheus naht ihnen mit der entzündeten Fackel, und plötzlich glüht eine schöne Flamme in beider Brust empor. Von der Größe seines Planes, von der Uebermacht des ganz gelungenen, vollbrachten Werkes und dem fast tödtlichen Gefühle des dadurch in ihm erregten zu hohen Entzückens erschöpft, sinkt er in einen kurzen Schlummer auf einen Stein hin, indeß den neubeseelten Menschen augenblicklich ihre Hülle entsinkt. Sie regen sich, beginnen zu schreiten, erstaunen über sich selbst. Prometheus erwacht; sein Entzücken kann nicht höher steigen. Aber noch sieht er nicht alle gehoffte Wirkung des Götterfunkens in seinen Menschen. Sie sind unbehülflich und roh. Er beschließt, sie Apollo und den Musen zur Bildung zu übergeben; aber – ein wirklich fein allegorischer Zug – die wilden Menschen sträuben sich, scheuen ihr Bestes. Er will sie auf den Helikon führen; sie widerstreben; er muß sie mit Gewalt fortziehen. Sie erscheinen im zweiten Aufzuge daselbst. Föbus rührt die goldnen Saiten, und sieh! ihr Geist erwacht, das erste schöne Gefühl, Dankbarkeit gegen ihren Wohlthäter, glüht in ihnen empor, und drückt sich in jeder rascheren Bewegung ihres beseelten Körpers aus. Aber mit dieser ersten Schönheit des Gefühl, hat leider! nun auch alle Schönheit des Ballets ihr Ende. Bacchus, Terpsichore, Melpomene, Pan und Thalia, und endlich der vom höchsten Gipfel des Gebirges sehr geschmacklos herabsteigende Musengott zum Schlusse der ganze löbliche Parnaß fängt ein Solo nach dem andern zu tanzen an, beginnt zu hüpfen und zu springen, welches mit dem von nun an herrschenden mystischen Nonsens der Allegorie eine traurige Wirkung hervorbringt, bei dem allen die zwei neuen Menschen (Mlle Casentini und Hr. Salvatore Vigano) nichts weiter zu thun haben – als sich darüber zu wundern.
Den Solotänzen der Mlle Casentini fehlt es in diesem Ballete größtentheils an Karakter. Man könnte ihr zurufen: recht künstlich! aber was soll es sagen? – Eben so mislang ihr, meinem Gefühle nach, die Darstellung des ersten erstaunten Erwachens; der Ausdruck, welchem es hierbei manchmal an Wahrheit fehlte, gränzte oft ans Kindische, und es möchte wohl auch nicht jede ihrer Attitüden, überhaupt genommen, vor dem Throne der Grazien vollen Beifall finden. Hr. Salvatore Vigano tanzt mit vieler Kunst, allein seine Person ist zu klein und zu wenig schlank. Hr. Gioja als Bacchus stellt den raschen Götterjüngling schön dar, nur ist die Bewegung aller seiner Glieder zu immerwährend, und er kann nicht wohl stehen. Die Einnahme der ersten Vorstellung ward der Mlle Casentini überlassen. Allgemeinen Beifall erhielt hier auch ein Divertissement, worin Mlle Casentini, Mde Brendi (welche der Vorgehenden an Kunst wenig weicht) und beide Gioja ein Quartett tanzen. Es ist ein einfaches Stück voll Lieblichkeit, aber gewiß anziehender und unterhaltender, als manches heroische Ballet von vielen Aufzügen und aller Prachtverschwendung. Ein schönes Mädchen wird von zwei Jünglingen geliebt; jeder will der Glückliche seyn, und sucht sie durch angenehme Geschenke, einen Kranz, einen Spiegel, Guirlanden u. dgl. zu gewinnen; wodurch das Terzett immer in lebhaftem Gange bleibt, mit eingewebten Solotänzen, welche in vielen größern Balleten, bei aller ihrer Kunst, doch immer ein je ne sais quoi von Langeweile erregen. Auch sind die so oft in tragischen Balleten äußerst geschmackwidrig angebrachten Grotesken hierbei in manchem komischen Auftritte sehr zweckmäßig angewandt.“

Eine recht detaillierte Zusammenfassung des Balletts ist in Carlo Ritornis 1838 erschienener Biographie von Viganò enthalten. Im CD-Booklet zur Einspielung der kompletten Ballettmusik mit dem Chamber Orchestra of Europe unter Leitung von Nikolaus Harnoncourt wird diese in Bezug gesetzt zu den Nummern des Balletts:

„Verfolgt von dem donnernden Zorn des Himmels – was Gelegenheit zu einem brausenden musikalischen Vorspiel (Introduktion) gibt – kommt Prometheus durch den Wald gelaufen zu seinen beiden Tonstatuen, denen er eiligst die himmlische Fackel ans Herz bringt. Während er nach vollbrachter Arbeit erschöpft, atemlos auf einen Stein nieder sinkt, erlangen jene Leben und Bewegung und werden in Wirklichkeit, was sie scheinbar waren, ein Mann und eine Frau (Salvatore [Viganò] selbst und seine vortreffliche Casentini). Prometheus fährt auf, betrachtet sie mit jubelnder Freude (I), lädt sie mit väterlicher Liebe zu sich ein, vermag aber durchaus kein Gefühl in ihnen zu erwecken, das den Gebrauch der Vernunft zeigte: im Gegenteil lassen sich jene, anstatt sich zu ihm zu wenden, träge auf die Erde fallen neben einem hohen Baum (Sollte dieser etwa die Eiche sein, deren Früchte die unentbehrliche Nahrung der ersten Menschen waren?). Er versucht es wieder mit Liebkosungen und überzeugenden Worten; jene aber, die den besseren Teil des Menschen, die Vernunft, nicht haben, begreifen seine Worte nicht und werden darüber verdrießlich und versuchen, indem sie sich ziellos herumtreiben (I), die Sache in die Länge zu ziehen. Darüber betrübt, versucht es der Titan noch mit Drohungen; und da auch sie nichts helfen, wird er zornig und meint sogar, sein Werk zerstören zu müssen. Doch eine innerlich vernommene Stimme hält ihn davon ab (II); er kehrt zu seiner ersten Empfindung zurück und, indem er zu erkennen gibt, daß ein neuer Plan in ihm entstanden ist, erfaßt er die beiden und schleift sie anderswo hin (III).
Der zweite Akt spielt auf dem Parnaß. Es treten auf: Apollon, die Musen, die Grazien, Bacchus und Pan mit Gefolge, Orpheus, Amphion und Arion als Menschen, die künftig geboren werden sollen und die hier mit einem Anachronismus eingeführt werden. Der Hof des Apollon zeigt bei Eröffnung der Szene ein schönes Bild poetischer Figuren (IV). Man bemerke, daß der Choreograph an dieser Stelle weder Musik noch Tanz im besonderen will; so kann man, wenn diese später als besondere Mittel eingesetzt werden, sofort ihre Neuigkeit (ihr Einschreiten) erkennen. Diese Vorbemerkung gilt für alle ähnlichen Fälle! Prometheus kommt und stellt dem Gott seine Kinder vor (IV), auf daß es ihm gefalle, sie in den Künsten und Wissenschaften zu unterweisen. Auf den Wink des Phöbus schickt sich Euterpe, von Amphion begleitet, zu spielen an, und bei ihren Weisen beginnen die beiden jungen Menschen Zeichen von Vernunft und Reflexion zu geben, die Schönheit der Natur zu sehen und menschliche Gefühle zu empfinden. Arion und Orpheus verstärken die Harmonie mit ihren Zithern und schließlich auch der Gott selbst (V). Die Kandidaten tummeln sich hin und her, und als sie vor Prometheus angelangt sind, erkennen sie in ihm den Gegenstand ihrer Dankbarkeit und Liebe, sie werfen sich vor ihm nieder und umarmen ihn leidenschaftlich (VII). Alsdann treten Terpsichore mit den Grazien (VI) und Bacchus mit den Bacchanten vor, die einen (dem Gefolge des Mars angemessenen) heroischen Tanz vorführen (VIII); die Kinder des Prometheus widerstreben den Antrieben des Ruhmes nicht und wollen, nachdem sie die Waffen ergriffen haben, an dem Tanz teilnehmen. Da tritt aber Melpomene dazwischen und stellt den erstaunten jungen Menschen eine tragische Szene vor, indem sie ihnen mit ihrem Dolch vor Augen führt, wie der Tod die Tage des Menschen beschließt. Während die Kinder schaudern, stürzt sie zu dem verwirrten Vater, macht ihm Vorwürfe, daß er die Elenden zu solchem Unglücke geschaffen habe, und glaubt ihn mit dem Tode nicht zu hart zu bestrafen (IX); vergeblich suchen mit mitleidigen Kinder, sie zurückzuhalten; sie tötet Prometheus mit dem Dolch (IX). Thalia beendet die Trauer durch eine scherzhaft-spielerische Szene, indem sie den beiden Weinenden ihre Maske vor das Gesicht hält, während Pan (X) (er ist der Erfinder des Schäfertanzes) an der Spitze seiner Faune, die auf komische Weise tanzen (XIII), den verstorbenen Titanen ins Leben zurückruft, und so endet unter festlichen Tänzen das Stück.“

Der Text gibt zwar nicht exakt die Abfolge der Szenen wieder, beschreibt aber – zusammen mit der Ergänzung von Harnoncourt – alle von Beethoven komponierten Nummern:

„Gioja tanzte den Bacchus; so bedeutet wohl (XI) dessen neuerliches Einreiten auf einem Faß und (XII) sein marschmäßiges Solo. (XIII) ein Grotesktanz, die niedrigste Form der Wiener Ballett-Pantomime, hier von zwei Männern und einer Frau getanzt; T[akt] 18: »1. Couplet, primo uomo«, T 62: »2. Couplet, 2do uomo«, T. 94: »4. Couplet, 3zo Solo donna«. (XIV) Das erste Kind, getanzt von Sgra. Casentini, Vignanòs Frau. (XV) Vignanò selbst, der das zweite Kind tanzte. (XVI) der stolze Prometheus, Vater der Menschen, triumphiert.“

## Besetzung
Die Besetzung der Uraufführung war laut Anschlagzettel:
- Prometheus: Filippo Cesari
- Die Geschöpfe: Maria Cassentini und Salvatore Viganò
- Bacchus: Ferdinando Gioja
- Pan: Franz Kilian Aichinger
- Terpsichore: Fräulein Brendi
- Thalia: Amalie Cesari geb. Muzzarelli
- Melpomene: Theresia Reuth geb. Decamp.

Die Dekorationen schuf Josef Platzer.

## Aufführungen
Inklusive der Uraufführung am 28. März 1801 wurde das Ballett in der Spielzeit 1801/02 insgesamt 29-mal gegeben. Das ist für damalige Verhältnisse erstaunlich oft. Im 20. Jahrhundert wurde es u. a. von Serge Lifar (Paris 1929), Aurel von Milloss (zuerst Augsburg 1933), Ninette de Valois (London 1936), Erich Walter (Düsseldorf 1966) oder Frederick Ashton (Bonn 1970) inszeniert. Die Ouvertüre der Ballettmusik ist schon zu Beethovens Lebzeiten häufig separat aufgeführt worden und gehört heute zum internationalen Standardrepertoire der Symphonieorchester.